# Nouveau Testament
Pour les articles homonymes, voir Nouveau Testament (homonymie).
Le Nouveau Testament (en grec ancien : Ἡ Καινὴ Διαθήκη / hê kainề diathếkê) est l'ensemble des écrits relatifs à la vie de Jésus et à l'enseignement de ses premiers disciples, écrits reconnus comme « canoniques » par les autorités chrétiennes au terme d'un processus de plusieurs siècles. Ils sont dès l’origine rédigés en grec ancien.
Pour le christianisme, la Bible est divisée en deux parties : l'Ancien Testament (appelé « Bible hébraïque » ou « Tanakh » dans le judaïsme) et le Nouveau Testament.

## Dénomination
Le mot « testament » vient du latin testamentum, « testament, témoignage », lui-même issu du grec διαθήκη / diathếkê, « testament, contrat, convention ».
Le mot grec a un sens plus large que le mot latin, puisqu'il comporte la notion de contrat. Aussi certains préfèrent-ils le traduire par « alliance ».

## Livres composant le Nouveau Testament
La liste des textes retenus par l'Église pour former le Nouveau Testament a été fixée en 363 lors du concile de Laodicée ; elle ne comprenait pas encore le texte de l'Apocalypse.
Le canon biblique se limite à vingt-sept livres par décision de l'Église au concile de Rome en 382. Ce canon a été confirmé aux synodes régionaux de Carthage en 397 et en 419. Jusqu'aux dernières années du IVe siècle, il exclut l'Épître aux Hébreux. Cette question n'est pas traitée dans les conciles œcuméniques de la fin du siècle. En dépit des décrets de Gélase, les littératures apocalyptiques autres que celle de Jean sont recopiées et tenues pour partie prenante du Nouveau Testament jusqu'au milieu du Moyen Âge (XIIIe siècle).
Certaines Églises orthodoxes n'ont pas inclus l'Apocalypse dans leur canon. Cette opposition aux littératures apocalyptiques a été une manifestation contre le millénarisme montaniste, attestée par Eusèbe de Césarée puis par Grégoire de Nazianze, Amphiloque d'Iconium, qui[Qui ?] déclare à propos de l'Apocalypse : « Certains l'acceptent mais la plupart le disent inauthentique. » L'école d'Antioche, avec Jean Chrysostome (347-407) et Théodore de Mopsueste (393-466), s'en tient à un canon de 22 livres sans l'Apocalypse. Le concile in Trullo (692) ne règle rien.

### Liste des livres
Le Nouveau Testament comprend, selon l'ordre du canon occidental :
- les quatre Évangiles canoniques (Évangiles selon Matthieu, Marc, Luc, Jean) ;
- les Actes des Apôtres ;
- les 13 Épîtres de Paul, dont la moitié est l'œuvre de Paul de Tarse ;
- l'Épître aux Hébreux ;
- d'autres épîtres, dites « catholiques » (au sens de « universelles »), attribuées à différents disciples : Simon-Pierre, Jacques le Juste, Jean de Zébédée, Jude ;
- l’Apocalypse.

### Classement des livres
Le classement des livres du Nouveau Testament ne repose pas sur leur date d'écriture, qui n'est d'ailleurs pas connue avec précision. Il répond à une progression logique :
- la vie de Jésus, racontée selon différentes perspectives par les quatre rédacteurs des Évangiles canoniques ;
- le récit, dans les Actes des Apôtres, des débuts de l'Église primitive et en particulier la vie des apôtres Pierre et Paul ;
- le corpus paulinien (épîtres de Paul et de ses disciples), adressé aux premières communautés chrétiennes, où sont prodigués enseignement, conseils et éclaircissements sur la nouvelle foi ;
- l’Épître aux Hébreux, d'un auteur inconnu, qui explique l'Ancien Testament à la lumière de l'œuvre de Jésus ;
- Les épîtres universelles ou « catholiques » attribuées à des disciples ;
- l'Apocalypse, qui signifie « révélation », prophétie sur la fin des temps.

### Quatre Évangiles

#### Évangiles synoptiques

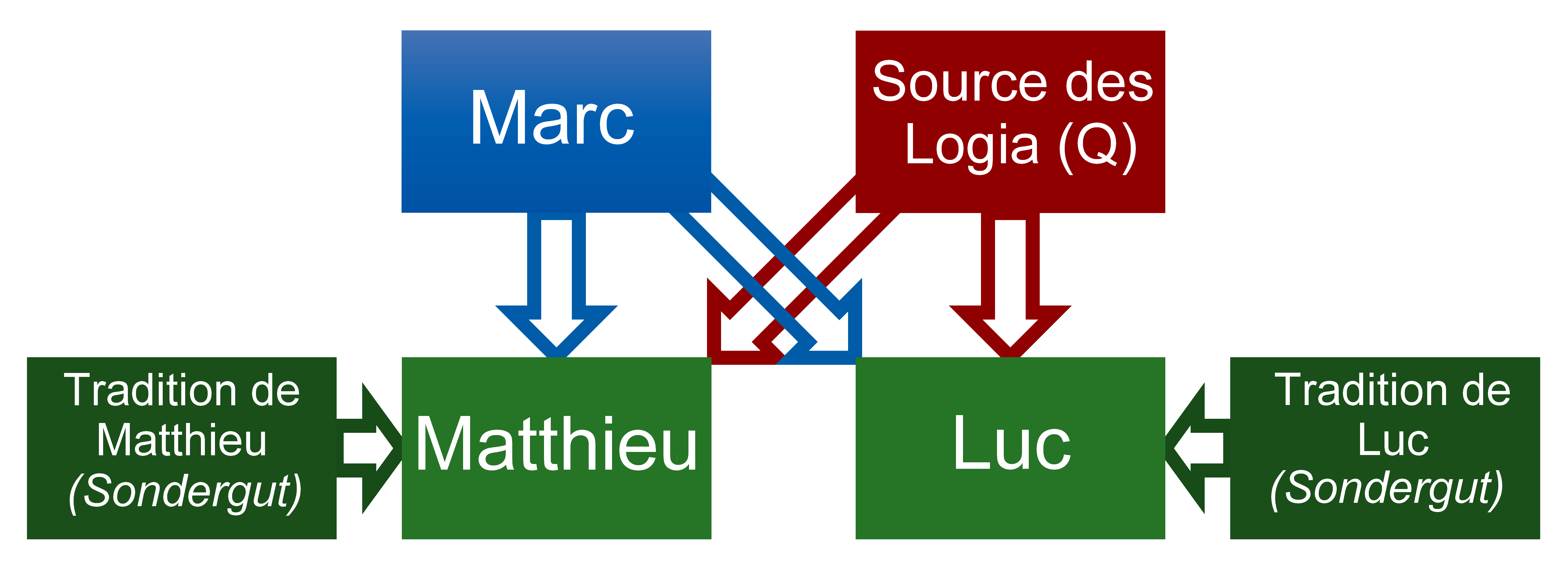
Les deux sources de Matthieu et de Luc : l'Évangile selon Marc et la Source Q, auxquels s'ajoutent leurs contenus spécifiques (Sondergut).

Les Évangiles synoptiques sont les trois premiers Évangiles : selon Matthieu (Mt), selon Marc (Mc) et selon Luc (Lc). Mt et Lc ont en commun une grande partie de leurs récits et ont été vraisemblablement écrits à partir de deux sources communes : l'Évangile selon Marc et la source Q.

##### Évangile selon Matthieu
L'Évangile selon Matthieu (en grec ancien Τὸ κατά Ματθαῖον εὐαγγέλιον / tò katá Matthaîon euangélion) est le premier dans l'ordre canonique des quatre Évangiles canoniques contenus dans le Nouveau Testament. Si la tradition chrétienne remontant à Papias attribue sa rédaction à l'apôtre Matthieu, collecteur d'impôts devenu disciple de Jésus de Nazareth, la recherche penche pour un auteur anonyme hellénophone d'origine juive s'adressant, dans le dernier quart du Ier siècle, à une communauté judéo-chrétienne de Syrie et peut-être plus précisément d'Antioche, ville souvent envisagée par les chercheurs comme lieu de la rédaction.
Cet évangile s'adresse avant tout aux Juifs pour leur démontrer à l'aide de l'Ancien Testament que Jésus-Christ est réellement le Fils de Dieu et l'Emmanuel (« Dieu avec nous ») depuis le début, le fils de David, l'héritier de tous les rois d'Israël et le Messie qu'ils espéraient. Dès l'entrée, Jésus est présenté comme Sauveur (cf. Mt 1,21), Emmanuel (1,23), roi (2,2), Messie ou Christ (2,4), Fils de Dieu (2,15), en accomplissement de toutes les prophéties.
Le nom de « fils de David », qui lui est associé et qui revient en dix occurrences, présente Jésus comme le nouveau Salomon : en effet, Jésus s'exprime comme la Sagesse incarnée. En vertu du titre de « Fils de l'homme », qui parcourt l'évangile, et qui provient du prophète Daniel, Jésus se voit doté de l'autorité divine sur le Royaume de Dieu, aux cieux comme sur la terre.

##### Évangile selon Marc

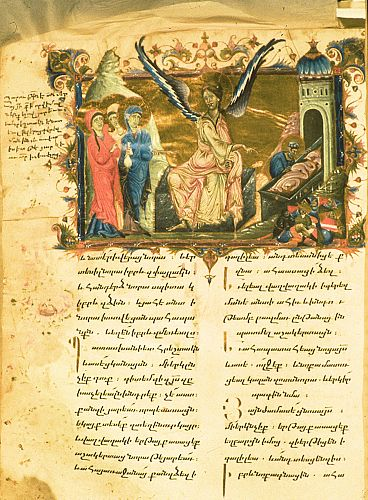
Les Saintes Femmes au tombeau, enluminure arménienne du XIIIe siècle, lectionnaire de Héthoum II.

L'Évangile selon Marc (Τὸ κατά Μάρκον εὐαγγέλιον / tò katá Márkon euangélion) est le deuxième (par sa place) des quatre Évangiles canoniques et aussi le plus bref. Il est très probablement le plus ancien, avec une date de rédaction située en 65-70 ou 65-75 selon les chercheurs.
La tradition chrétienne attribue sa rédaction à Marc, un compagnon de Paul puis de Pierre. Le personnage de Marc est mentionné dans le Nouveau Testament, notamment dans les Actes des Apôtres et les épîtres de Paul et dans la Première épître de Pierre. Cependant, pour les historiens, l'historicité de Marc est difficile à cerner.
Cet Évangile a pour particularité de présenter deux « finales » successives dans son seizième et dernier chapitre : l'une où les Saintes Femmes gardent le secret sur la Résurrection de Jésus et l'autre où elles l'annoncent.

##### Évangile selon Luc
L'Évangile selon Luc (Τὸ κατά Λουκᾶν εὐαγγέλιον / tò katá Loukân euangélion) a pour auteur Luc (médecin et selon la tradition chrétienne, compagnon de Paul). C'est le plus long des quatre Évangiles retenus dans le Nouveau Testament. Il raconte la vie du Christ, même s'il ne l'a pas connu personnellement.
Rédigé vers 80-90, il est contemporain de l'Évangile selon Matthieu mais les exégètes s'accordent à estimer que ces deux évangélistes ont écrit séparément, sans s'influencer. En revanche, selon la théorie des deux sources aujourd'hui acceptée par la quasi-totalité des spécialistes, Luc et Matthieu ont utilisé les mêmes sources, à savoir l'Évangile selon Marc et un recueil de paroles de Jésus nommé « Source Q » par les historiens.
Luc a composé également les Actes des Apôtres, qui sont la suite de son évangile et narrent les débuts de l'Église chrétienne. Les deux livres sont dédiés à « Théophile » (« ami de Dieu »), personnage réel ou symbole de tous les « amis de Dieu ». Le fait que Luc soit l'auteur de ces deux textes est admis par les historiens, non pas en raison de la dédicace ni même parce que le livre des Actes se présente comme la suite de l'évangile lucanien, mais parce que leurs styles littéraires sont identiques et qu'ils constituent un « ensemble littéraire à deux volets, dont l'homogénéité littéraire est avérée ». Les deux ouvrages sont à dater des années 80-90.

#### Évangile selon Jean

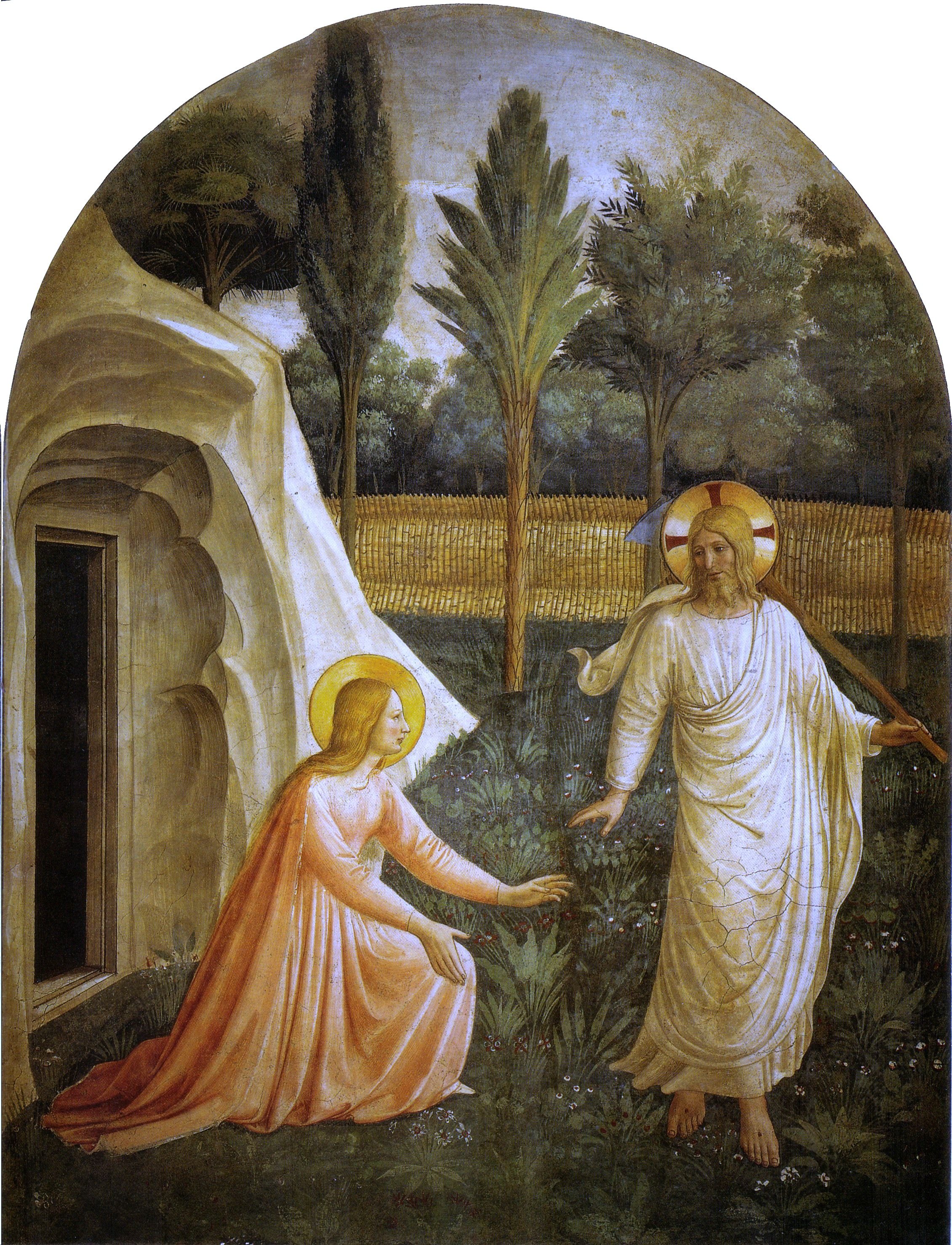
Jésus-Christ marche sous les yeux de Marie-Madeleine après sa Résurrection (fresque de Fra Angelico, couvent San Marco, Florence).

L’Évangile selon Jean (Τὸ κατά Ἰωάννην εὐαγγέλιον / tò katá Iōánnēn euangélion) est le dernier et le plus tardif des quatre évangiles du Nouveau Testament. La tradition l'a attribué à l'un des disciples de Jésus, l'apôtre Jean de Zébédée. Cette attribution est rejetée par la plupart des historiens modernes, pour lesquels ce texte provient d'un auteur anonyme, ou d'une communauté johannique, et date de la fin du Ier siècle. L'hypothèse d'un Jean le Presbytre, distinct de Jean le fils de Zébédée, a été défendue par quelques exégètes, mais, en l'absence de témoignage explicite dans la tradition ou d'allusion dans le quatrième évangile lui-même, cette théorie ne parvient guère à convaincre.
Cet évangile se démarque des trois synoptiques par des différences notables, notamment par sa composition, sa chronologie, son style, son contenu, sa théologie, et probablement par ses sources.
Sur le plan de la doctrine trinitaire, cet évangile est le plus important en matière de christologie, car il énonce la divinité de Jésus.

### Actes des Apôtres
Le récit des Actes des Apôtres, cinquième livre du Nouveau Testament, est la seconde partie de l’œuvre dédiée à Théophile et rédigée par Luc, la première partie étant l'Évangile selon Luc. Le récit débute avec l'Ascension suivie de la Pentecôte et relate les débuts de l'Église primitive qui se constitua autour des Apôtres à Jérusalem et se répandit ensuite en Judée, Galilée et Samarie et dans les communautés juives de la diaspora, avant de se séparer d'elles.

### Épîtres de Paul

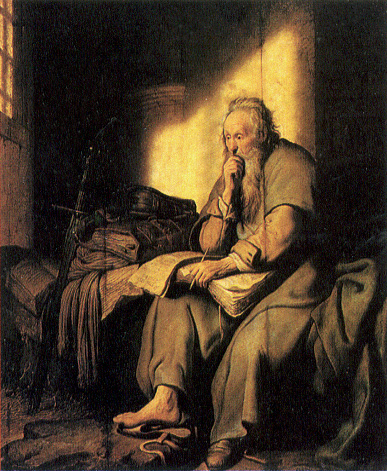
Saint Paul en prison, par Rembrandt, 1627.

Parmi les Épîtres de Paul, 13 sont explicitement attribuées à Paul (l'Épître aux Hébreux étant anonyme) :
- Épître aux Romains (Rm)
- Première épître aux Corinthiens (1 Co)
- Deuxième épître aux Corinthiens (2 Co)
- Épître aux Galates (Ga)
- Épître aux Éphésiens (Ép)
- Épître aux Philippiens (Ph)
- Épître aux Colossiens (Col)
- Première épître aux Thessaloniciens (1 Th)
- Deuxième épître aux Thessaloniciens (2 Th)
- Première épître à Timothée (1 Tm)
- Deuxième épître à Timothée (2 Tm)
- Épître à Tite (Tt)
- Épître à Philémon (Phm)

Seules 7 d'entre elles sont jugées authentiques par la majorité des historiens : Rm, 1 Co, 2 Co, Ga, Ph, 1 Th et Phm. On les appelle « épîtres proto-pauliniennes ».
Les autres sont les 3 « épîtres deutéro-pauliniennes », écrites par des disciples proches de Paul (Ép, Col et 2 Th), et enfin les 3 « épîtres trito-pauliniennes » ou « pastorales », dues à des disciples plus tardifs (1 Tm, 2 Tm et Tt),.
On peut grouper ces 13 épîtres selon leurs thèmes :
- lettres à dominante eschatologique (les deux épîtres aux Thessaloniciens ; la première aux Corinthiens) ;
- lettres traitant de l'actualité du salut et de la vie des communautés (les deux lettres aux Corinthiens, lettres aux Galates, aux Philippiens et aux Romains) ;
- lettres dites « de captivité » (l'épître à Philémon date de cette époque) qui parlent du rôle cosmique du Christ (Col ; Eph) ;
- lettres dites « pastorales », traitant de l'organisation des communautés (épîtres 1 et 2 à Timothée et celle à Tite).

### Épîtres universelles
Les Épîtres universelles ou Épîtres catholiques viennent immédiatement après les Épîtres de Paul. Ce sont une épître de Jacques, deux de Pierre, trois de Jean et une de Jude. On les appelle universelles ou catholiques car elles étaient adressées à un public plus large que celui des épîtres de Paul, c'est-à-dire à l'Église entière ou universelle au lieu d'une église purement locale comme celle d'Éphèse ou de Corinthe.
Les Épîtres catholiques font partie du canon protestant aussi bien que de celui des Églises catholique et orthodoxe.

### Apocalypse

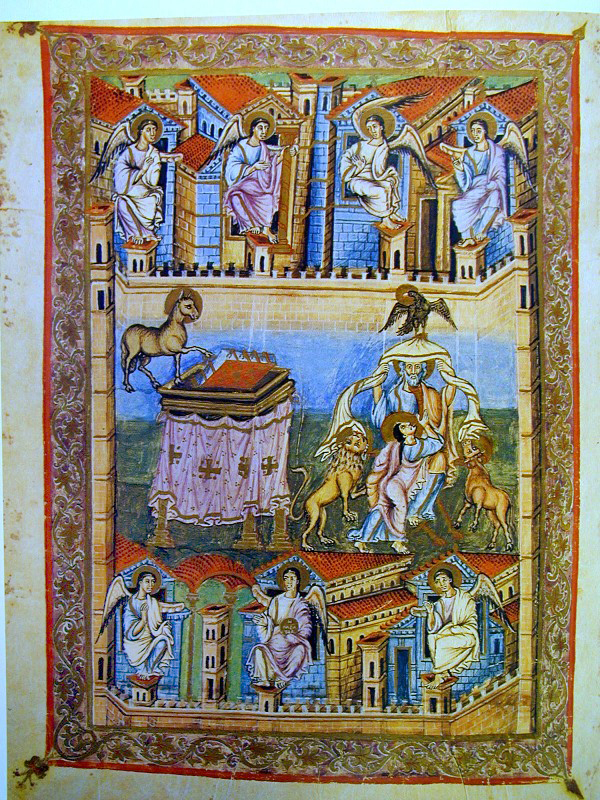
L'Apocalypse, miniature de la Bible de Saint-Paul-hors-les-Murs, IXe siècle.

L’Apocalypse ou Apocalypse de Jean, est le dernier livre du Nouveau Testament canonique.
L'œuvre a été composée vers la fin du Ier siècle. L'auteur dit lui-même se nommer Jean, il est censé résider à Patmos au moment de l’écriture du texte, et la tradition chrétienne l'a souvent identifié à l'apôtre Jean fils de Zébédée ou à Jean le Presbytre. Cependant, l'exégèse historico-critique évoque le plus souvent une « communauté johannique » établie à Éphèse. C'est un texte adressé à sept Églises d'Asie mineure (autour d'Éphèse) qui les encourage face aux persécutions romaines (ou tout au moins, aux pièges de l'idolâtrie), et qui décrit en termes symboliques les grandes étapes (ou épreuves) qui doivent précéder le retour du Christ.

## Manuscrits antiques

### Datation
La rédaction des différents ouvrages qui constituent le corpus néotestamentaire s'étale sur une période comprise entre 50 et 130. Une partie de cette littérature est organisée sous forme canonique au IVe siècle et prend alors le nom de « Nouveau Testament ».

### Supports physiques
Les plus anciens supports documentaires physiques connus du Nouveau Testament se présentent sous la forme de papyrus dont les plus anciens datent du IIe siècle.
Le Papyrus P52, découvert en Égypte au début du XXe siècle, probablement lors de fouilles archéologiques dans le site d'Oxyrhynque, était considéré comme l'élément manuscrit le plus ancien connu du Nouveau Testament. En effet, sa datation haute généralement admise était située vers 125, c'est-à-dire entre 100 et 150. Depuis la fin du XXe siècle, elle est remise en question par plusieurs chercheurs qui estiment cette fourchette trop ancienne ; ils envisagent plutôt les environs de l'année 170, voire au début du IIIe siècle.
Le Codex Sinaiticus et le Codex Vaticanus sont les deux plus anciens manuscrits connus de la Bible complète. Le premier était conservé au Monastère Sainte-Catherine du Sinaï, datant du IVe siècle.